# Gustaf-Adolf Kroon
Gustaf-Adolf Kroon, född den 6 november 1906 i Älmhult, Kronobergs län, död den 19 oktober 1985 i Växjö, var en svensk ämbetsman.
Kroon avlade studentexamen i Växjö 1925 och juris kandidatexamen vid Lunds universitet 193. Han blev tjänsteman vid länsstyrelsen i Kronobergs län 1930, extra länsbokhållare där 1932, länsbokhållare av första klassen 1943 och extra ordinarie länsassessor 1946. Kroon var taxeringsintendent i Kronobergs län 1947–1957, landskamrerare där 1957–1971 och länsråd 1971–1972. Han blev riddare av Vasaorden 1951 och kommendör av Nordstjärneorden 1963.